# Jekaterina Volkova (atletinja)
Jekaterina Genadijevna Volkova (rusko Татья́на Вале́рьевна Архи́пова), ruska atletinja, * 16. februar 1978, Železnogorsk, Sovjetska zveza.
Nastopila je na poletnih olimpijskih igrah leta 2008 in  osvojila bronasto medaljo v teku na 3000 m z zaprekami, ki so ji jo zaradi dopinga leta 2016 odvzeli. Na svetovnih prvenstvih je v isti disciplini osvojila naslov prvakinje leta 2007 in podprvakinje leta 2005.